# Tirreno-Adriatico 1987
Tirreno-Adriatico 1987 est la 22e édition de la course cycliste par étapes italienne Tirreno-Adriatico. L’épreuve se déroule entre le 12 et le 18 mars 1987, sur un parcours de 935,6 km.
Le vainqueur de la course est le Danois Rolf Sørensen (Remac-Fanini).

## Classements des étapes
| Étape | Date    | Villes étapes                         | km    | Vainqueur d’étape      | Leader du classement général |
| ----- | ------- | ------------------------------------- | ----- | ---------------------- | ---------------------------- |
| Pr.   | 12 mars | Latina - Latina (clm)                 | 8,0   | Lech Piasecki (POL)    | Lech Piasecki (POL)          |
| 1     | 13 mars | Ladispoli - Arpino                    | 213,0 | Teun van Vliet (NED)   | Teun van Vliet (NED)         |
| 2     | 14 mars | Arpino - Paglieta                     | 186,0 | Moreno Argentin (ITA)  | Teun van Vliet (NED)         |
| 3     | 15 mars | Paglieta - Porto Recanati             | 153,0 | Giuseppe Saronni (ITA) | Teun van Vliet (NED)         |
| 4     | 16 mars | Porto Recanati - Fermo                | 181,0 | Moreno Argentin (ITA)  | Teun van Vliet (NED)         |
| 5     | 17 mars | Grottammare - Monteprandone           | 180,0 | Sergio Finazzi (ITA)   | Teun van Vliet (NED)         |
| 6     | 18 mars | S.B del Tronto - S.B del Tronto (clm) | 14,7  | Rolf Sørensen (DEN)    | Rolf Sørensen (DEN)          |

## Classement général
|    | Cycliste            | Pays     | Équipe                 | Temps            |
| -- | ------------------- | -------- | ---------------------- | ---------------- |
| 1  | Rolf Sørensen       | Danemark | Remac-Fanini           | 25 h 22 min 21 s |
| 2  | Giuseppe Calcaterra | Italie   | Atala                  | + 5 s            |
| 3  | Tony Rominger       | Suisse   | Supermercati Brianzoli | + 6 s            |
| 4  | Teun van Vliet      | Pays-Bas | Panasonic              | + 13 s           |
| 5  | Francesco Moser     | Italie   | Supermercati Brianzoli | + 22 s           |
| 6  | Jesper Worre        | Danemark | Selca-Conti            | + 28 s           |
| 7  | Guido Winterberg    | Suisse   | Toshiba                | + 28 s           |
| 8  | Franco Chioccioli   | Italie   | Gis Gelati             | + 31 s           |
| 9  | Giuseppe Petito     | Italie   | Gis Gelati             | + 36 s           |
| 10 | Daniele Caroli      | Italie   | Ecoflam-BFB            | + 49 s           |